# Asnières
Asnières é uma comuna francesa na região administrativa da Normandia, no departamento de Eure. Estende-se por uma área de 8,04 km². Em 2010 a comuna tinha 339 habitantes (densidade: 42,2 hab./km²).